# Nuraghe Losa

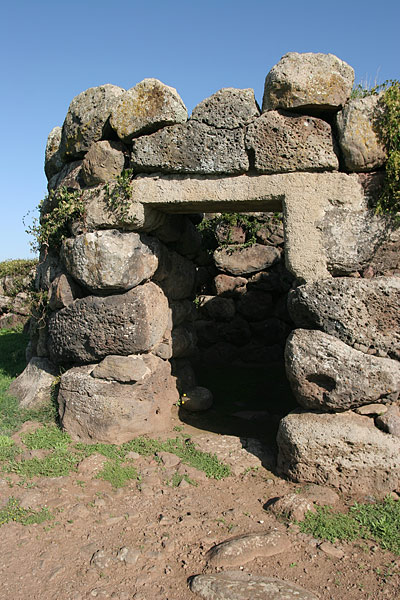
Eingangsturm in der Wehrmauer

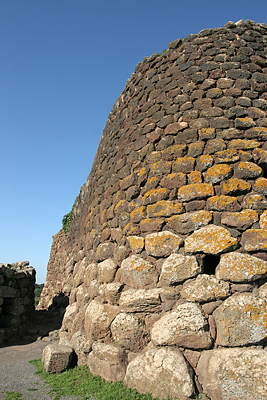
Konstruktion der Außenwand

Die Kultstätte Nuraghe Losa befindet sich auf der italienischen Insel Sardinien in der Nähe der Gemeinde Abbasanta an der SS 131 („Carlo Felice“). Sie ist über eine eigene Ausfahrt bei Kilometer 123 zu erreichen.

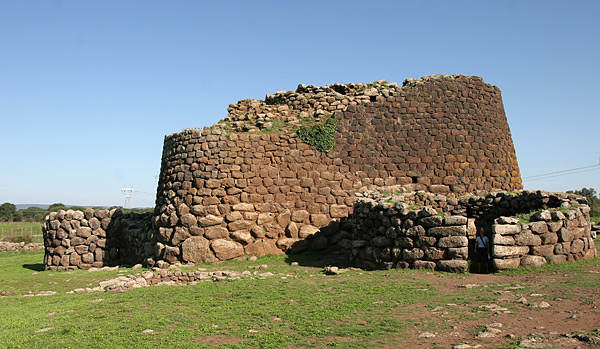
Blick auf den Eingang

## Die Anlage
Zusammen mit den Monumenten von Barumini und Torralba ist der Komplex ein wichtiges Zeugnis der Nuraghenkultur auf Sardinien (14.–8. Jh. v. Chr.).
Die Anlage besteht aus einer Umfassungsmauer mit zwei Haupt- und mehreren Nebeneingängen. Die Haupteingänge sind durch Tortürme mit zahlreichen schießschartenartigen Durchlässen gekennzeichnet. Innerhalb des Temenos befindet sich der Hauptkomplex in Form eines noch 13 Meter hohen Nuraghenrestes und zahlreicher rudimentärer Nebengebäude. Außerdem gibt es ein kleines Gebäude mit einer Ausstellung von Artefakten der Region. Außerhalb der Mauer liegt ein kleines Urnenfeld.

## Die Nuraghe
Losa ist ein Tholosnuraghe vom komplexeren Typ, mit einer unvollendeten Dreiecksbastion. Er besteht aus dem zentralen, weitgehend vollständigen Hauptturm, um den sich drei im Dreieck angeordnete kleinere Turmreste befinden. In der Hauptkammer finden sich drei größere Nischen. Innerhalb der mächtigen Mauern gibt es einen Aufgang zur zweiten Etage. Diese ist nicht erhalten. Der Hauptturm zeichnet sich durch eine regelmäßige Oberfläche aus. Die verwendeten rechteckigen Quader werden nach oben kleiner, es wurden nur wenige „Füllsteine“ verwendet. Nordwestlich schließt sich eine mit zwei weiteren Türmen versehene Mauer an, die eine Art Hof umschließt. Diese kleinen Türme sind aus polyedrischen Quadern erstellt, ihre Oberfläche wirkt im Vergleich zum Hauptturm chaotisch. Dem Haupteingang der Nuraghe unmittelbar gegenüber steht ein weiterer Rundbau mit 2 Eingängen und Wandnischen.
In der Nähe liegt die Nuraghe Aiga.